# Lima (Oklahoma)
Lima – miejscowość w Stanach Zjednoczonych, w stanie Oklahoma, w hrabstwie Seminole.